# 파터노스터

파터노스터

파터노스터(paternoster) 또는 파터노스터 승강기(paternoster昇降機)는 순환 방식 승강기의 일종이다. 일련의 승용 상자가 스키장의 리프트처럼 쉬지 않고 천천히 움직이며, 층마다 문이 없는 입구를 내어 승객이 자유롭게 타고 내릴 수 있다.

## 이름
이름은 라틴어 〈주님의 기도〉의 첫 두 낱말인 "파테르 노스테르(pater noster)"에서 따왔으며, 뜻은 "우리 아버지"이다. 끊임없이 돌아가는 엘리베이터의 모습이 묵주 기도를 할 때 묵주를 돌리는 것과 비슷해서 이런 이름이 붙여졌다.

## 역사
1884년에 영국의 엔지니어링 회사 J & E Hall이 런던의 한 사무실에 처음 설치하였다. 1970년대 이후 안전 문제로 추가 건설이 중지되고 대부분 현대식 엘리베이터로 대체되었으나, 독일 등지에서는 지금도 시청이나 도서관 등 공공건물에 남아있다.

## 같이 보기
- 에스컬레이터
- 회전문